# فرماندهی سازمان ملل

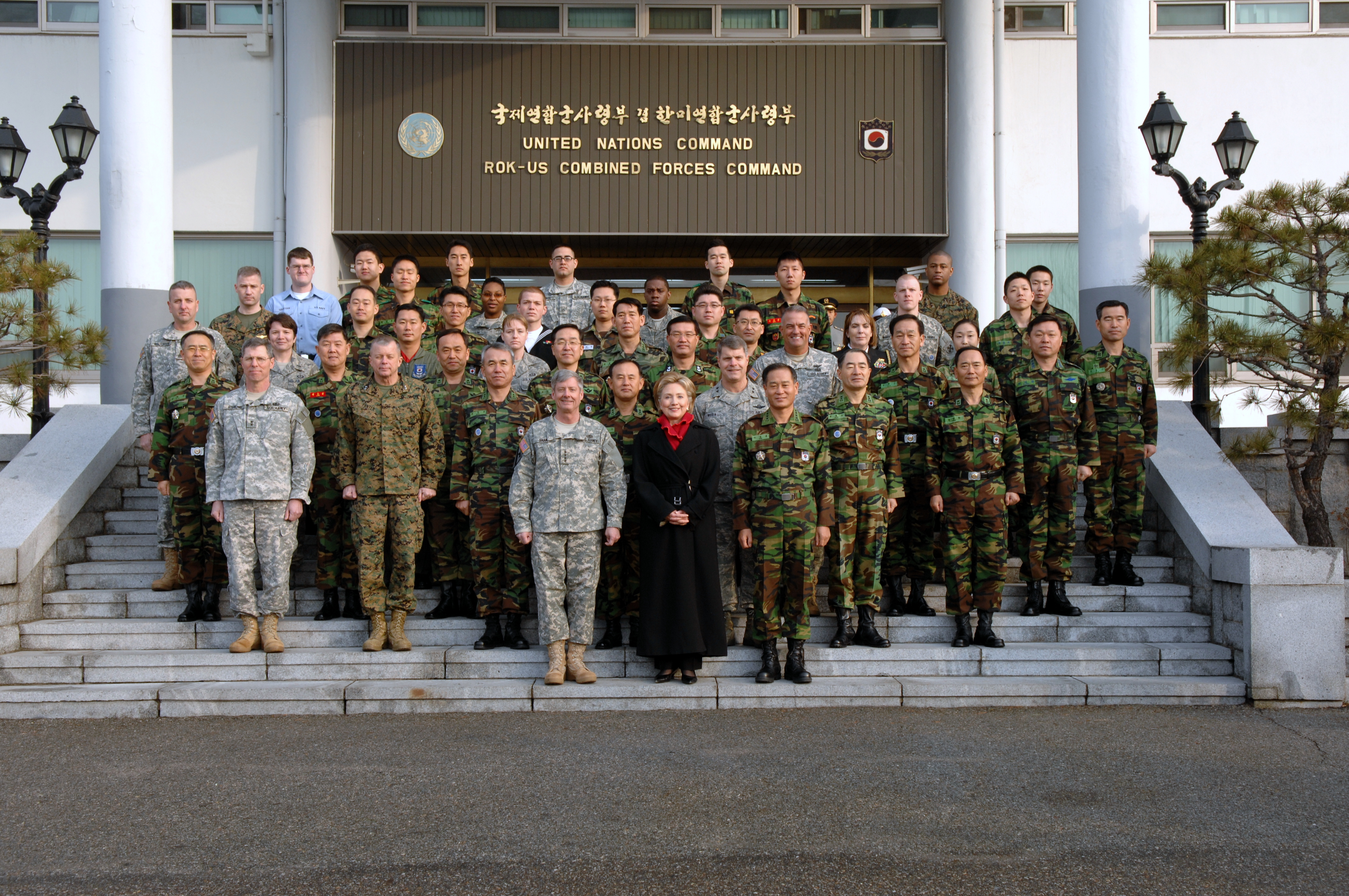
ستاد فرماندهی نیروهای مشترک سازمان ملل متحد و ایالات متحدهٔ آمریکا، سال ۲۰۰۹

فرماندهی سازمان ملل (به انگلیسی: United Nations Command، به‌اختصار: UNC) به ستاد فرماندهی و مدیریت نیروهای چندملیتی سازمان ملل متحد در خلال جنگ کُره و وقایع پس از آن و بازگرداندن صلح بین کشورهای کُرهٔ جنوبی و کُرهٔ شمالی گفته می‌شود.
این ستاد در سال ۱۹۵۰ به وجود آمد، و اولین فرمانده آن ژنرال داگلاس مک‌آرتور بود.